# 양정동 (남양주시)
양정동(養正洞)은 대한민국 경기도 남양주시에 있는 동이다.

## 개요
"양정(養正)"은 봉두메삼거리 서북쪽에 있으며, 건너마을, 봉사골, 홍계, 뒷골, 안마을, 바깥골, 가마골 등을 통칭하는 이름이다. 옛날 양정 양씨가 처음 와서 살던 곳이어서 이렇게 불린다고 한다. 이와는 달리 조선 중엽 전주 최씨의 양정재(養正齋)라는 묘막이 있어 그 후부터 “양정”이라 불리게 되었다고 전해지기도 한다.
양정동은 서울 동부 23 km 지점에 위치한 서울과 동일 생활권 지역으로 국도 제6호선과 국도 제46호선이 통과하고, 수도권 전철 경의·중앙선 양정역이 위치하는 등 교통 요충지로 거듭나고 있으며, 도심 속의 농촌 마을로 인심 좋고 살기 좋은 전원도시로 변모하고 있다.

## 연혁
- 조선시대 1466년부터 구한말: 양주군 금촌면과 와공면 일부 지역에 속하였다.
- 1914년 4월 1일: 일패정곡리(一牌鼎谷里), 이패봉두산리(二牌鳳頭山里), 삼패마산리(三牌馬山里), 사패평구리(四牌平丘里), 야동마산리(治東馬山里)를 일패리, 이패리, 삼패리로 통폐합하였다.
- 1989년 1월 1일: 일패동, 이패동, 삼패동을 아우르는 행정동으로 만들어졌다.
- 2017년 2월 6일: 금곡동과 양정동을 관할하는 금곡·양정 행정복지센터가 개청하였다.[3]
- 2017년 12월 18일: 가운동을 다산동으로 개칭하고, 도농동, 지금동, 수석동, 일패동, 이패동, 진건읍 배양리의 각 일부를 병합하였다. 지금동 일부를 이패동에 편입하였고, 이패동 일부를 가운동과 지금동 각 일부와 병합하여 지금동으로 하였다.[4][5][6]

## 법정동
- 일패동
- 이패동
- 삼패동